# Chris Iwelumo
Christopher Robert "Chris" Iwelumo, född den 1 augusti 1978 i Coatbridge, är en skotsk fotbollsspelare, som spelar som anfallare för Scunthorpe United.

## Spelarkarriär
Han startade sin karriär som fotbollsspelare när han i augusti 1996 började som lärling hos St Mirren. Han hann bara spela nitton matcher för dem innan han blev köpt av den danska klubben Aarhus Fremad i början av 1998. Två år senare i februari släppte klubben honom och han provspelade en vecka för Preston North End innan han skrev på ett kontrakt med Stoke City.
I november 2000 lånades han ut tre månader till York City innan han återvände till Stoke. Ett år senare i februari 2001, lånades han ut en månad till Cheltenham Town. Där spelade han fyra matcher och gjorde ett mål innan han kallades tillbaka till Stoke. Där lyckades han bygga upp sitt anseende utan att få en ordinarie plats i startelvan. I mars 2002 skrev han på ett kontrakt som förlängde vistelsen i klubben ytterligare två år.
I januari 2004 visade Barnsley intresse för att skriva kontrakt med Iwelumo.
 Men det hela slutade med att han i mars lånades ut till Brighton & Hove Albion för resten av säsongen. När han återvände till klubben lät de honom gå efter mer än fyra år i klubben.
Tyska bundesligaklubben Alemannia Aachen skrev i juli 2004 kontrakt med Iwelumo, som avvisade ett två års kontraktsförslag från Brighton & Hove Albion. Hans vistelse i Aachen blev dock kortvarig, och han släpptes efter bara sex månader och nio inhopp från avbytarbänken. I juli 2005 skrev han på för Colchester United.
Under sina två säsonger i Colchester gjorde han 37 mål på 95 matcher, och hans förmåga att göra mål hjälpte klubben att avancera till The Championship säsongen 2005–06, och att säsongen därpå sluta på en 10:e plats. Bland annat gjorde han fyra mål när Colchester vann med 5–1 över Hull City i en ligamatch i Championship den 20 november 2006. Iwelumo avvisade ett kontraktsförslag från Colchester, (som försökt få honom att skriva på ett nytt kontrakt i fem månader) den 21 maj 2007, och skrev samma dag på för Charlton Athletic..
Säsongen 2007–08 spelade han i varje ligamatch och var the Addicks toppmålgörare; han utnämndes även till månadens spelare i Football League Championship november 2007 efter att ha gjort avgörande mål i de sista minuterna två matcher i rad.
I juli 2008 lämnade han Charlton tillsammans med bland annat Marcus Bent som om en del i ett sparprogram och skrev på för Wolverhampton Wanderers. I en match mot Preston North End gjorde han först hattrick vilket innebar att Wolves vann med 3–1, för att sedan bli utvisad då domaren tyckte att han skallat Sean St Ledger, fast Wolves har överklagat utvisningen då de menar att den var felaktig. Överklagan avslogs dock, fastän St Ledger vittnade till Iwelumos fördel och sade att händelsen berodde på en olyckshändelse och Iwelumo blev avstängd i tre matcher. 
Efter avstängningen har han fortsatt att göra mål (fem stycken på åtta matcher) vilket hjälpte honom att bli utnämnd till november månads spelare i Football League Championship.

## Landslagskarriär
Han blev uttagen till Skotska landslaget för första gången 2002 när Skottland skulle till Sydkorea, men var tvungen att avböja på grund av att hans dåvarande klubb Stoke City var med i slutspelet. I november 2007 blev han uttagen och spelade i Skottlands B-landslag i en vänskapslandskamp mot Irlands B-landslag, som slutade 1–1.
Han blev än en gång uttagen till skotska landslaget, den här i en VM-kval gången mot Norge på Hampden Park den 11 oktober. Han började på avbytarbänken men fick komma in som avbytare i 57:e minuten och därmed göra sin riktiga landslagsdebut. Hans spel kom dock att överskuggas av att han missade öppet mål från ca tre meter, i en match som slutade 0–0.
I sin nästa landslagsmatch en vänskapsmatch mot Argentina blev han tvungen att lämna planen på grund av en skada, men han var fast besluten att göra sitt bästa så att han fick chansen mot Nederländerna när de möttes i Skottlands nästa VM-kvalmatch i mars 2009.